# Zanthoxylum

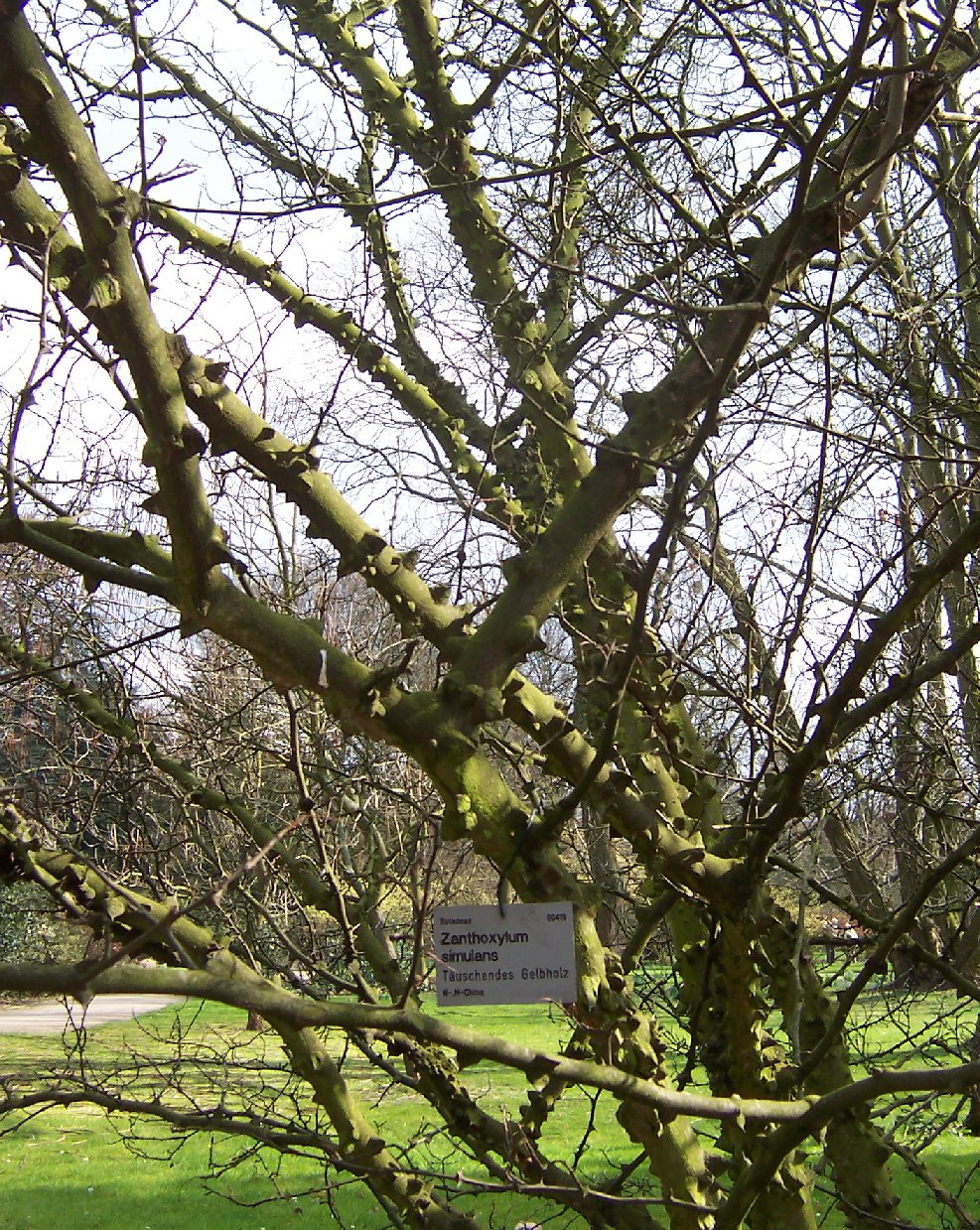
Zanthoxylum simulans sin hojas con su corteza espinosa.

Zanthoxylum es un género de plantas fanerógamas pertenecientes a la familia Rutaceae.

## Distribución
El área de distribución nativa de este género se extiende en las áreas subtropicales a templadas subtropicales del mundo.

## Descripción
Son árboles y arbustos, por lo general caducos y perennifolios.
El fruto de varias especies se usa para hacer la especia pimienta de Sichuan.

## Ecología
Las especies de Zanthoxylum son alimento para larvas de algunas especies del orden Lepidoptera incluyendo a Ectropis crepuscularia.

## Taxonomía
El género fue descrito por Carlos Linneo y publicado en Species Plantarum 1: 270, en 1753.

#### Etimología
Zanthoxylum: nombre genérico compuesto que se deriva de la combinación de los dos vocablos griegos ξανθός (xanthós); "amarillo", y ξύλον (xýlon); "madera", en referencia, tanto al color de la madera de algunas especies de este género, como al color del duramen de las raíces de algunas especies de este género.

## Especies
Comprende 232 especies aceptadas:
- Zanthoxylum acanthopodium
- Zanthoxylum acuminatum
- Zanthoxylum ailanthoides
- Zanthoxylum americanum
- Zanthoxylum armatum
- Zanthoxylum asiaticum
- Zanthoxylum avicennae
- Zanthoxylum beecheyanum
- Zanthoxylum bifoliolatum
- Zanthoxylum buesgenii
- Zanthoxylum bungeanum
- Zanthoxylum capense
- Zanthoxylum caribaeum
- Zanthoxylum clava-herculis
- Zanthoxylum coco - coco, sauco
- Zanthoxylum culantrilo
- Zanthoxylum davyi
- Zanthoxylum delagoense
- Zanthoxylum deremense
- Zanthoxylum dipetalum - kawa'u
- Zanthoxylum fagara
- Zanthoxylum flavum
- Zanthoxylum foliolosum
- Zanthoxylum gilletii
- Zanthoxylum harrisii
- Zanthoxylum hawaiiense
- Zanthoxylum hirsutum
- Zanthoxylum holtzianum
- Zanthoxylum humile
- Zanthoxylum integrifolium
- Zanthoxylum kauaense - kauai
- Zanthoxylum kellermanii
- Zanthoxylum leprieurii
- Zanthoxylum lindense
- Zanthoxylum martinicense
- Zanthoxylum melanostictum
- Zanthoxylum mollissimum
- Zanthoxylum monophyllum
- Zanthoxylum nadeaudii
- Zanthoxylum nitidum
- Zanthoxylum oahuense
- Zanthoxylum ovatifoliolatum
- Zanthoxylum panamense
- Zanthoxylum psammophilum
- Zanthoxylum petiolare - naranjillo
- Zanthoxylum pinnatum
- Zanthoxylum piperitum - pimientero japonés
- Zanthoxylum punctatum
- Zanthoxylum rhetsa - tepal
- Zanthoxylum rhoifolium
- Zanthoxylum scandens
- Zanthoxylum schinifolium
- Zanthoxylum schreberi - bosúa, bosuga, paneque
- Zanthoxylum simulans
- Zanthoxylum spinosum
- Zanthoxylum tragodes
- Zanthoxylum thomasianum
- Zanthoxylum usambarense
- Zanthoxylum wutaiense
- Zanthoxylum zanthoxyloides